# Шканці

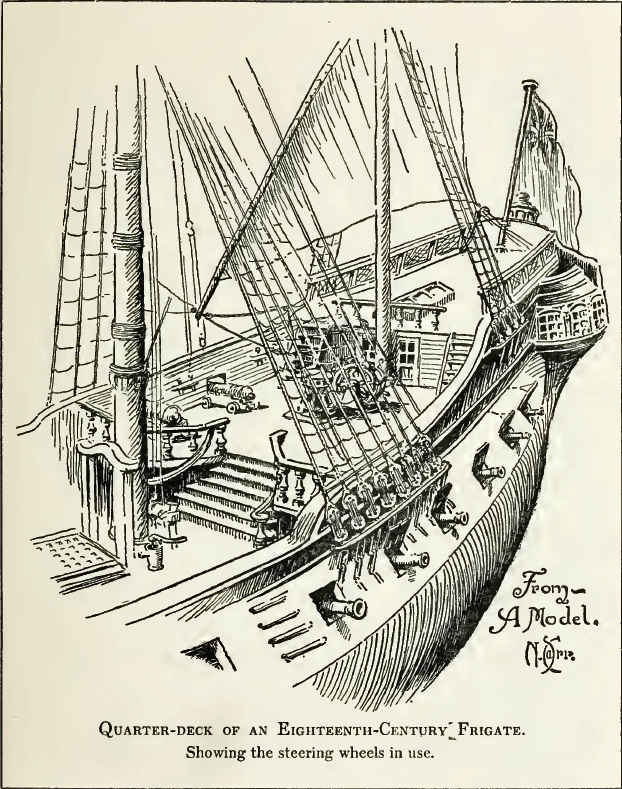
Шканці фрегата XVIII століття

Шка́нці (від нід. schans через рос. шканцы) або квартерде́к (англ. quarterdeck) — поміст або палуби в кормовій частині вітрильного корабля, на один рівень вище шкафуту (на висоті 0,8-1,0 м). На шканцях встановлювали компаси, там зазвичай перебував капітан, а в його відсутність — вахтові або вартові офіцери. Пізніше шканцями називали частину верхньої палуби військового корабля від грот-щогли до бізань-щогли. Оскільки військові судна з кінця XIX століття могли мати 4, 2 або одну щоглу, розміщення шканців на кораблі кожного типу визначалося наказом з Морського відомства.
На шканці з верхньої палуби вели один чи два трапи. Найпочеснішим вважався трап з правого борту: підніматися ним мали право лише офіцери, у той час як лівим могли користуватися всі члени екіпажу. Вище шканців ближче до гакаборта розміщалася палуба юта, куди вели теж 1-2 трапи.
Шканці вважалися на кораблі почесним місцем; там зачитували перед строєм закони, маніфести, накази, вироки. При вході на корабель всі без винятку особи зобов'язані були віддавати честь шканцям, піднімаючи головний убір. На шканцях заборонялося курити і сідати всім, крім командира корабля і флагмана. Почесною стороною шканців вважалася права (при стоянці корабля на якорі, а також при його ході у фордевінд або під парами) або навітряна (в інших випадках). При вході командира корабля на шканці всі присутні на них, крім старшого офіцера і вахтового начальника, мали переходити на ліву або підвітряну сторону. У присутності флагмана на почесній стороні могли залишатися тільки командир корабля і вахтовий начальник. Сприйняття шканців як священного місця приводило до того, що зухвалість начальнику на шканцях збільшувала тяжкість провини, відповідно за це призначали й суворіше покарання.

## Див.також
- Ахтер-кастель
- Місток (морський термін)